# Selbstopfer

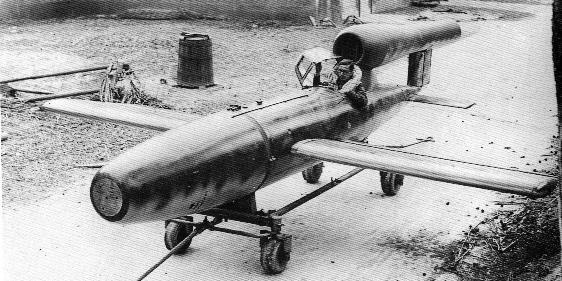
Das für Selbstopfer-Einsätze vorgesehene Reichenberg-Gerät als bemannte Version der Fieseler Fi 103

Der Begriff Selbstopfer entstand während der Endphase des Zweiten Weltkrieges zur Entwicklung einer von einem Piloten gesteuerten „intelligenten Waffe“, die für Angriffe auf strategische Ziele wie Brücken und Kommandozentralen vorgesehen war. Es sollten dann auch Flugzeuge in gegnerische Bomberpulks gelenkt und dort zur Explosion gebracht werden. Der Pilot sollte sich dabei jeweils selbst opfern.

## Geschichte
Eine erste Freiwilligenmeldung wurde im September 1943 von Karl-Heinz Lange, einem Angehörigen des Lufttransportgeschwaders 2, seinen Vorgesetzten unterbreitet, in der er vorschlug, eine von einem Trägerflugzeug abgeworfene bemannte Gleitbombe auf ein vorgegebenes Ziel zu steuern. Bis zum 16. Januar 1944 meldeten sich 79 weitere Freiwillige aus verschiedenen Transporteinheiten für diese Art von Einsatz.  Fürsprecherin war die bekannte Testpilotin Hanna Reitsch, die den Vorschlag am 28. Februar 1944 Hitler unterbreitete. Dieser war nicht angetan, erlaubte aber die Vorbereitung solcher Angriffe. Die 79 Freiwilligen wurden unter dem Kommando von Lange zusammengefasst, in die I. Gruppe des Kampfgeschwaders 200 als 2. Staffel kommandiert und nach dem Anführer der in der Schlacht bei den Thermopylen heldenhaft Gefallenen als Gruppe Leonidas bezeichnet.
Die negativ ausgefallenen Erprobungen mit der Messerschmitt Me 328B führten auf Anregung von Otto Skorzeny hin zu der Idee, die Fieseler Fi 103 einzusetzen, indem man sie mit einem kleinen Cockpit auf der Oberseite versah, so dass sie durch einen Piloten steuerbar würde. Robert Lusser und Willy A. Fiedler entwarfen die entsprechenden Änderungen an der Zelle und der Steuerung. Gebaut wurde die geänderte Zelle unter der Leitung Fiedlers in einer Halle der Henschel Flugzeug-Werke in Berlin-Schönefeld, aus Gründen der Geheimhaltung als Segelflug Reichenberg GmbH bezeichnet, weswegen die Maschinen auch Reichenberg-Gerät genannt wurden. Es wurden mindestens 220 modifizierte V1 gebaut, die meisten bei der Luftmunitionsanstalt Neu Tramm. Bis zu deren Verfügbarkeit wurden die Angehörigen der Staffel Leonidas auf Segelflugzeugen des Typs Stummelhabicht in Dedelstorf geschult; insbesondere wurden Landungen mit hoher Landegeschwindigkeit geübt.
Anders als im teilweise ähnlichen japanischen Tokkōtai-(„Kamikaze“)-Flugzeug Ōka wären die Piloten der neuen Fi 103 R theoretisch in der Lage gewesen, kurz vor Aufprall und Detonation abzuspringen, wenn dies auch in der Praxis schwierig gewesen wäre, da sich das Cockpit direkt unterhalb des Eingangs des Pulsstrahltriebwerks befand.
Im Rahmen der Ausbildung wurden Fi 103 R durch den Bomber Heinkel He 111 auf ihre Starthöhe geschleppt. Aufgrund der schlechten Langsamflugeigenschaften kam es wiederholt zu Unfällen. Zu einem Einsatz kam es nicht mehr.
Offiziell wurde der Euphemismus „Total-Einsatz“ bevorzugt und Freiwillige auf das Fehlen von Selbstmordtendenzen hin untersucht. Das Projekt – auch als Selbstopferkommando Leonidas bezeichnet –
wurde vermutlich eingestellt, weil es den psychologisch ungünstigen Eindruck von Verzweiflungsmaßnahmen erweckt hätte.